# Common Spirit Health
Common Spirit Health, av föreningen skrivet CommonSpirit Health, är en amerikansk ideell förening som ägde och drev 142 sjukhus och fler än 2 200 omsorgsinrättningar i 21 amerikanska delstater för år 2022. Den har religiösa anknytningar till den romersk-katolska kyrkan. CSH är USA:s näst största sjukvårdssystem.

## Historik
Den ideella sjukvårdsföreningen grundades den 1 februari 2019 när Catholic Health Initiatives blev fusionerad med Dignity Health för 29 miljarder amerikanska dollar efter att bland annat den romersk-katolska kyrkan och Vatikanstaten hade godkänt fusionen.